# Tachina ursina
Tachina ursina är en tvåvingeart som beskrevs av Johann Wilhelm Meigen 1824. Tachina ursina ingår i släktet Tachina och familjen parasitflugor. Arten är reproducerande i Sverige. Inga underarter finns listade i Catalogue of Life.

## Bildgalleri

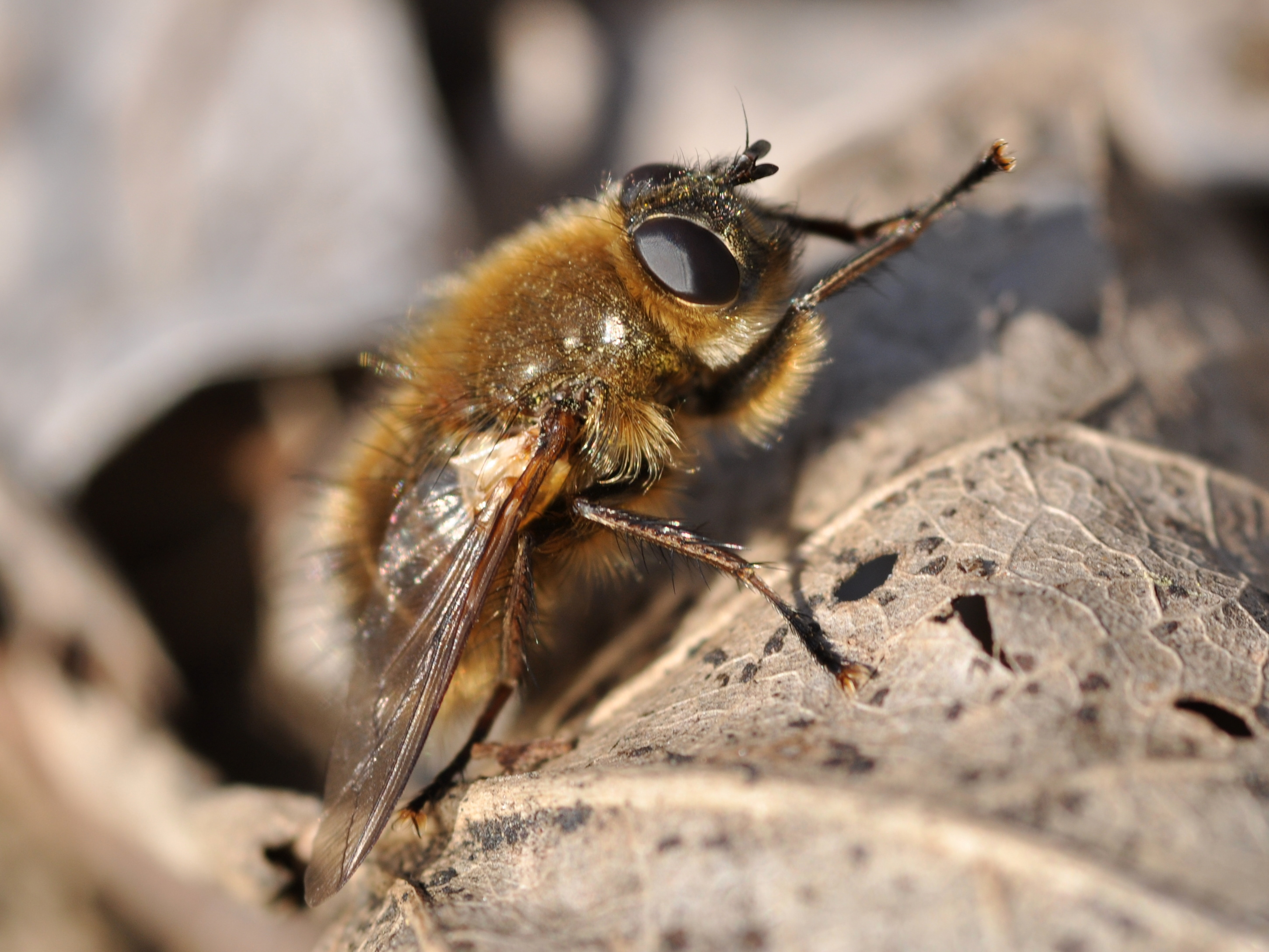
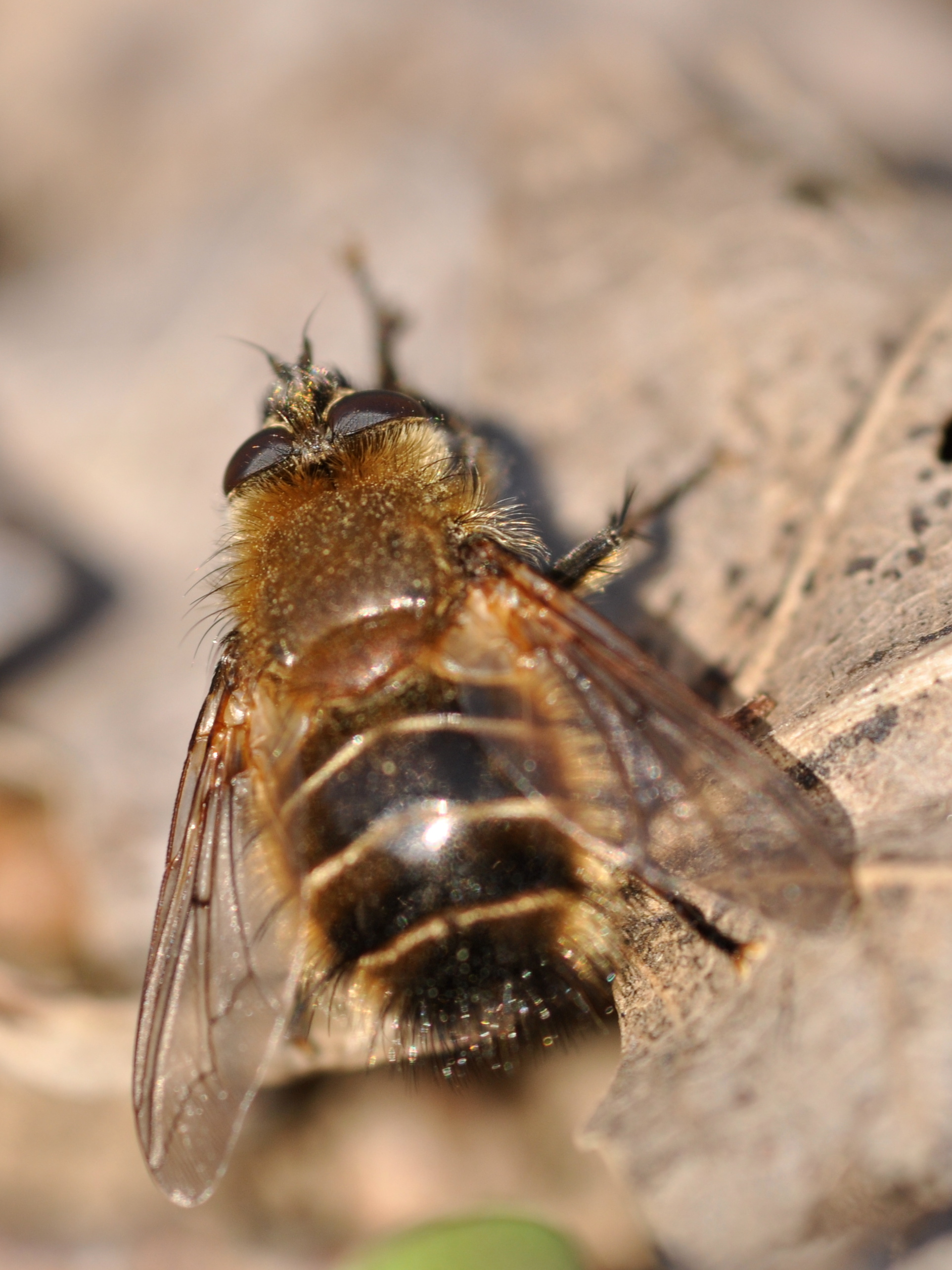
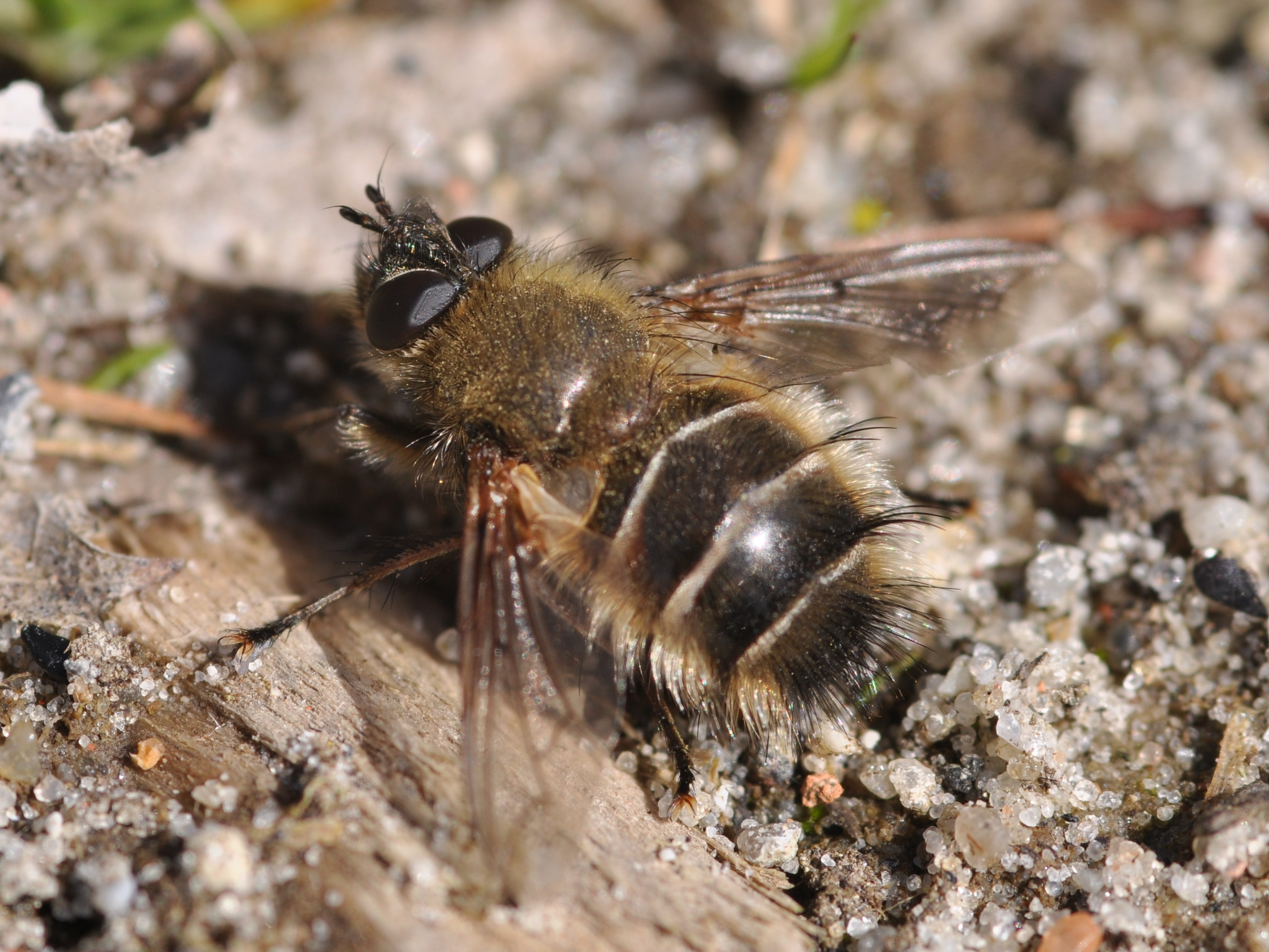
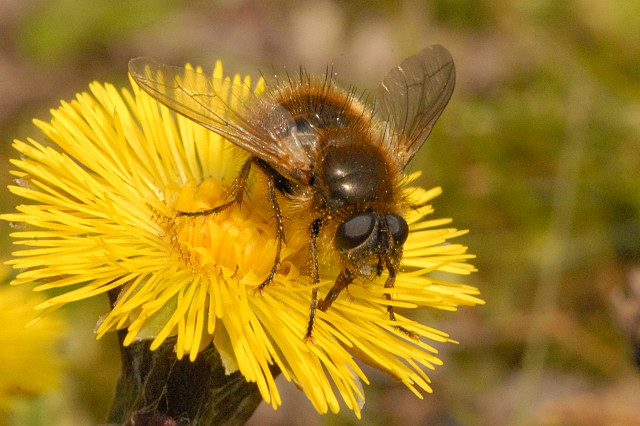
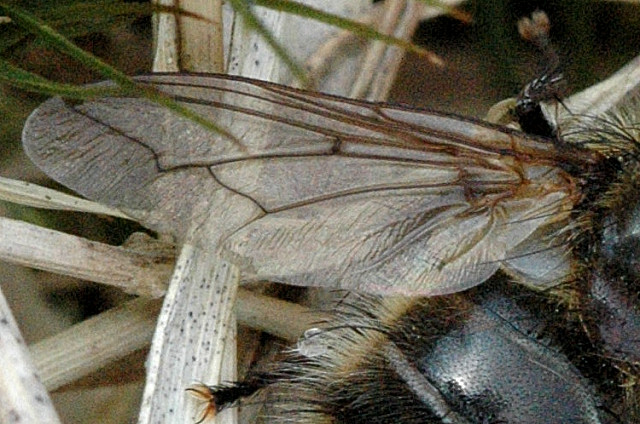
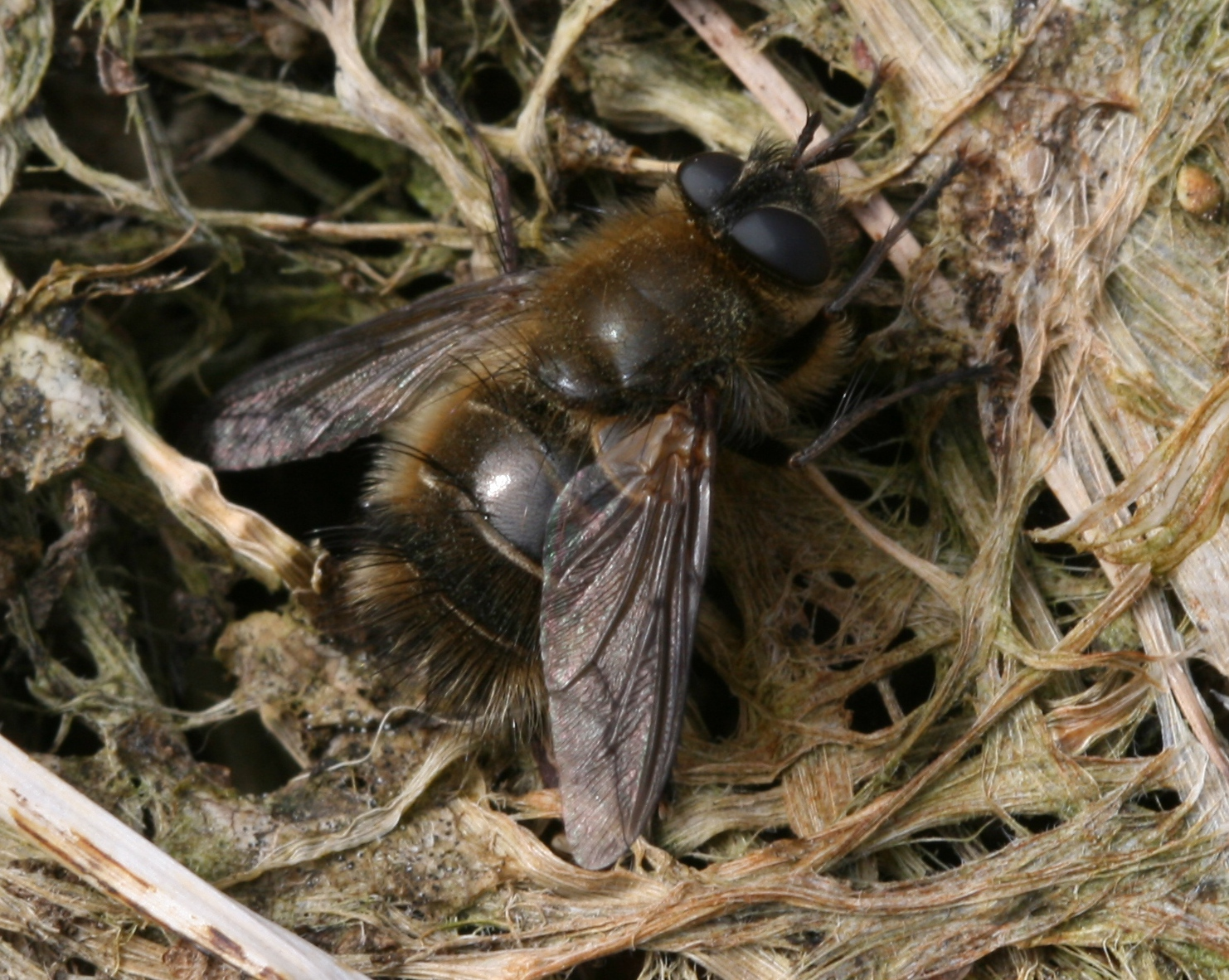